# 14274 Landstreet
14274 Landstreet este un asteroid din centura principală de asteroizi.

## Descriere
14274 Landstreet este un asteroid din centura principală de asteroizi. A fost descoperit pe 29 ianuarie 2000 la Kitt Peak National Observatory în cadrul proiectului Spacewatch. Asteroidul prezintă o orbită caracterizată de o semiaxă mare de 3,18 ua, o excentricitate de 0,13 și o înclinație de 16,7° în raport cu ecliptica.